# Napad NOVJ-a na Podgorač 1944.
Napad na Podgorač izvršila je 19. lipnja 1944. godine Dvanaesta slavonska brigada NOVJ-a napavši njemačko uporište kojeg je branio garnizon od oko 500 njemačkih feldžandarma. Borba je završena nakon 18 sati borbe, 20. lipnja u oko 14 sati, potpunim kolapsom njemačke obrane. Nijemci su pretrpjeli gubitke od 462 vojnika i časnika, od čega je 361 poginuo, a 101 zarobljen.

## Plan i priprema napada
Za Nijemce je Podgorač imao značaj kao isturena obrambena točka koja je štitila komunikaciju Podgorač - Osijek, prilaz Osijeku, Đakovu i Našicama. Zato su fortifikacijskim radovima nastojali pretvoriti Podgorač u tvrđavu.
Prije napada na Podgorač, u 12. slavonskoj brigadi su vršene dvodnevne detaljne vojne pripreme, s naglaskom na organizaciji vatrene podrške, ulozi i zadacima bombaških i diverzantskih grupa, i inicijativi zapovjednika četa, vodova i desetina.
Za napad na Podgorač bili su predviđeni 1., 2. i 4. bataljun, Jurišna četa brigade i 1. četa 3. bataljuna, izviđački vod i Diverzantska četa 12. divizije. Treći bataljun s 2 čete nalazio se u brigadnoj rezervi. Plan napada bazirao se na zamisli da se koncetričnim prodorima kroz vanjsku obranu s 3 bataljuna što prije izbije u centar, a odatle, u vidu lepeze, organizira napad i likvidiraju žarišta otpora. Pješadijske čete bile su kombinirane s topovima, minobacačima i grupama diverzanata u cilju što neposrednijeg djelovanja i samostalnosti.

## Tijek borbe
U 20 sati 19. lipnja, bataljuni Dvanaeste brigade započeli su koncetričan napad na pojedine točke vanjske obrane Podgorača. Nakon jednosatne borbe, vanjska linija bila je probijena uništenjem desetak bunkera, i borbe su se prenijele u samo mjesto. Borbene grupe Dvanaeste brigade morale su osvajati kuću po kuću. Napad se razvijao uspješno i po planu. Do 9 sati ujutro 20. lipnja, oko 200 njemačkih vojnika bilo je satjerano u srednjovjekovni dvorac, dok su ostala uporišta bila likvidirana.
Ogorčena borba za dvorac nastavila se satima. Nijemci su se branili ručnim borbama i automatskom vatrom. Borci Dvanaeste brigade nastojali su pronaći način da naruše uporište. Grupa boraca Dvanaeste brigade benzinskim je bocama zapalila krov na južnom dijelu zgrade. Kada to nije uspjelo, bila je upotrijebljena vatrogasna pumpa napunjena benzinom kao plamenobacač, i krov je zapaljen. Grupa boraca koja se popela na krov, razvalila je sjekirama krovnu konstrukciju zaštićenu debelim limom. Tako su Nijemci bili prisiljeni povući se u sjeverni dio dvorca, odakle su nastavili upornu obranu. Konačnu prevagu u bici donio je podvig Milana Gredeljevića, zamjenika zapovjednika Diverzantske čete 12. slavonske divizije, koji je pod vatrenom zaštitom oko 20 puškomitraljeza i automata prepuzao oko 50 metara preko brisanog prostora, s oko 50 kilograma eksploziva. 
Od eksplozije su mnogi neprijateljski vojnici poginuli, a oko 130 ih je pokušalo proboj kroz porušeni dio dvorca. Njih je dočekala Jurišna četa 12. slavonske brigade i dijelovi 4. bataljuna te ih uništila vatrom iz automatskog oružja. Preostalih 20 njemačkih vojnika predali su se borcima Brigade. 
U oko 14 sati 20. lipnja, Podgorač je bio zauzet.

## Rezultat borbe
Nijemci su u Podgoraču pretrpjeli gubitke od 462 vojnika, podčasnika i časnika izbačenih iz stroja. 361 njemački vojnik je poginuo, a 101 zarobljen. Bila su zaplijenjena 2 topa 47 mm, 8 teških minobacača, 6 lakih minobacača, 46 mitraljeza i puškomitraljeza, 650 pušaka, i velika količina municije i ratne opreme.
Dvanaesta slavonska brigada imala je u ovoj borbi gubitke od 37 izbačenih iz stroja, od čega 9 poginulih i 28 ranjenih. Među poginulima je bio zapovjednik 3. čete 4. bataljuna Ljuban Prodanović.
Štab 12. divizije, Štab 6. korpusa i Glavni štab Hrvatske pohvalili su sve borce i starješine 12. udarne brigade za iskazano junaštvo, snalažljivost, inicijativu i upornost u borbi za oslobođenje Podgorača, i istakli za primjer ostalim jedinicama NOVJ-a.